# Kirche Schreufa

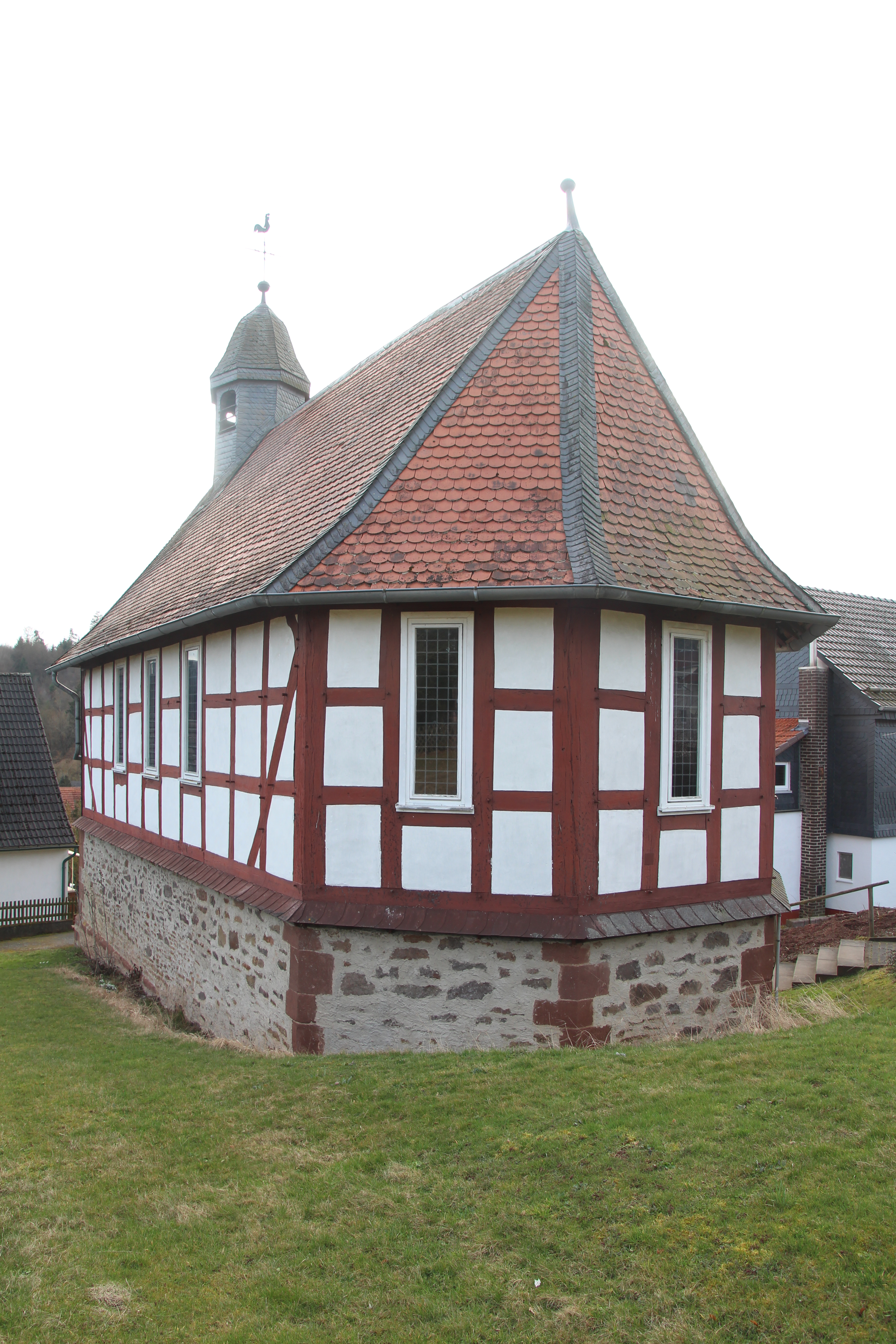
Kirche Schreufa

Die evangelische Kirche Schreufa ist ein denkmalgeschütztes Kirchengebäude, das in Schreufa steht, einem Stadtteil von Frankenberg (Eder) im Landkreis Waldeck-Frankenberg (Hessen). Die Kirchengemeinde gehört zum Kirchenkreis Eder im Sprengel Marburg der Evangelischen Kirche von Kurhessen-Waldeck.

## Geschichte
Eine erste Kapelle ist spätestens 1515 nachgewiesen. Da sie klein und ärmlich war, ordnete Landgraf Georg II. von Hessen Darmstadt 1619 an, sie zu verbessern. 1684 brach ein Streit zwischen Schreufa und Viermünden über die Kosten des Baus aus. Die Gemeinde Schreufa trat daraufhin zum reformierten Bekenntnis über und schloss sich der reformierten Gemeinde in Frankenberg an. Nachdem der Streit beendet war, wurde eine Fachwerkkirche 1690 gebaut und 1692 von der reformierten Gemeinde eingeweiht. Diese Kirche wurde seit 1775 von den Reformierten und Lutherischen simultan genutzt. 1959 wurden beide Kirchen in einer evangelischen Kirchengemeinde vereint.
1903 wurde sie nach Norden hin um drei Gefache erweitert.

## Beschreibung
Die giebelständige Fachwerkkirche mit einem dreiseitigen Schluss des Chors erhebt sich über einem Unterbau aus Bruchsteinen, mit Ecksteinen und einem abschließenden Gesims aus Sandstein. Die Laibung aus Sandstein des über eine flache Freitreppe erschlossenen Kircheneingangs an der Giebelseite verfügt rechts oben über das Datum 1690. Das Satteldach über dem Kirchenschiff erhielt 1864 einem achteckigen Dachreiter mit Klangarkaden, der mit einer glockenförmigen Haube bedeckt ist. 1901 bis 1903 wurde der Chor vom Kirchenschiff getrennt, das Kirchenschiff um drei Gefache verlängert und der Chor wieder davor gesetzt. Der Innenraum ist mit einer Holzbalkendecke überspannt, die längs von zwei Unterzügen getragen wird.
Die dreiseitigen Emporen aus der Bauzeit ruht auf Ständern mit Kopfbändern. Bei der Erweiterung von 1901 bis 1903 wurde die nordwestliche Empore mittig aufgetrennt und um ein Zwischenstück verlängert. Gegenüber dem Eingang, oberhalb einer barocken Mensa wurde gleichzeitig eine weitere Empore eingebaut. Auf der Empore über dem Eingang befindet sich die 1982 von der Orgelbau Böttner gebaute Orgel mit 13 Registern, einem Manual und einem Pedal. Die bauzeitliche Kanzel hat einen Schalldeckel, der an der Wand hängt.